# Campionato Alagoano 2023
Il Campionato Alagoano 2023 è stata la 93ª edizione della massima serie del campionato alagoano. La stagione è iniziata il 14 gennaio 2023 e si è conclusa il 9 aprile successivo.

## Stagione

### Novità
Al termine della stagione 2022, è retrocesso in Segunda Divisão il Jacyobá. È salito dalla Segunda Divisão il Coruripe.

### Formato
Il torneo si svolge in due fasi: la prima è composta da un girone unico. Le prime quattro classificate di tale girone, accedono alla seconda fase che decreterà la vincitrice del campionato. L'ultima classificata retrocede in Segunda Divisão.
La formazione vincitrice e la finalista perdente, potranno partecipare alla Série D 2024, alla Coppa del Brasile 2024 e alla Copa do Nordeste 2024; la terza classificata, solo alla Copa do Nordeste.

## Risultati

### Prima fase
|  | Pos. | Squadra            | Pt | G | V | N | P | GF | GS | DR  |
|  | ---- | ------------------ | -- | - | - | - | - | -- | -- | --- |
|  | 1.   | CRB                | 19 | 7 | 6 | 1 | 0 | 16 | 6  | +10 |
|  | 2.   | ASA                | 11 | 7 | 3 | 2 | 2 | 10 | 7  | +3  |
|  | 3.   | Murici             | 11 | 7 | 3 | 2 | 2 | 9  | 1  | -2  |
|  | 4.   | Coruripe           | 9  | 7 | 2 | 3 | 2 | 7  | 8  | -1  |
|  | 5.   | CSA                | 8  | 7 | 2 | 2 | 3 | 8  | 7  | +1  |
|  | 6.   | CSE                | 7  | 7 | 1 | 4 | 2 | 5  | 8  | -3  |
|  | 7.   | Cruzeiro-AL        | 6  | 7 | 2 | 0 | 5 | 10 | 9  | +1  |
|  | 8.   | Desportivo Aliança | 5  | 7 | 1 | 2 | 4 | 6  | 15 | -9  |

Legenda:
      Ammessa alla seconda fase.
      Retrocesse in Segunda Divisão 2024
Note:
Tre punti a vittoria, uno a pareggio, zero a sconfitta.

### Seconda fase
|  | Semifinali | Semifinali | Semifinali | Semifinali | Semifinali |  |  | Finale | Finale | Finale | Finale | Finale |  |
|  |            |            |            |            |            |  |  |        |        |        |        |        |  |
|  | 3          | Murici     | 1          | 0          | 1          |  |  |        |        |        |        |        |  |
|  | 2          | ASA        | 1          | 1          | 2          |  |  | 2      | ASA    | 0      | 0      | 0      |  |
|  | 4          | Coruripe   | 2          | 1          | 3          |  |  | 1      | CRB    | 1      | 2      | 3      |  |
|  | 1          | CRB        | 3          | 3          | 6          |  |  |        |        |        |        |        |  |

## Classifica generale
|  | Pos. | Squadra            | Pt | G  | V  | N | P | GF | GS | DR  |
|  | ---- | ------------------ | -- | -- | -- | - | - | -- | -- | --- |
|  | 1.   | CRB                | 31 | 11 | 10 | 1 | 0 | 25 | 9  | +16 |
|  | 2.   | ASA                | 15 | 11 | 4  | 3 | 4 | 12 | 11 | +1  |
|  | 3.   | Murici             | 12 | 9  | 3  | 3 | 3 | 10 | 3  | +7  |
|  | 4.   | Coruripe           | 11 | 9  | 2  | 3 | 4 | 10 | 14 | -4  |
|  | 5.   | CSA                | 8  | 7  | 2  | 2 | 3 | 8  | 7  | +1  |
|  | 6.   | CSE                | 7  | 7  | 1  | 4 | 2 | 5  | 8  | -3  |
|  | 7.   | Cruzeiro-AL        | 6  | 7  | 2  | 0 | 5 | 10 | 9  | +1  |
|  | 8.   | Desportivo Aliança | 5  | 7  | 1  | 2 | 4 | 6  | 15 | -9  |

Legenda:

      Vincitore del Campionato Alagoano 2023 e qualificato per la Coppa del Brasile 2024, il Campeonato Brasileiro Série D 2024 e la Copa do Nordeste 2024.
      Qualificato per il Campeonato Brasileiro Série D 2024, il Campeonato Brasileiro Série D 2024 e la Copa do Nordeste 2024.
      Qualificato per la Copa do Nordeste 2024.
      Retrocesse in Segunda Divisão 2024